# Attrito dinamico (astrofisica)
In astrofisica, con attrito dinamico o attrito di Chandrasekhar, si indica quel fenomeno che porta alla perdita di quantità di moto e di energia cinetica subita da corpi in movimento nello spazio a causa dell'interazione gravitazionale con la materia circostante. Tale fenomeno fu esaminato in dettaglio per la prima volta nel 1943 dal fisico indiano Subrahmanyan Chandrasekhar.

## Panoramica
Il verificarsi di tale fenomeno si può intuitivamente comprendere se si pensa ad un oggetto pesante che si muove attraverso una nuvola di corpi più piccoli e leggeri. L'effetto della gravità farà sì che i corpi leggeri accelerino, guadagnando quantità di moto ed energia cinetica, come accade nella fionda gravitazionale. Per il principio di conservazione dell'energia e della quantità di moto, ne consegue che il corpo più pesante sarà rallentato di un valore tale da compensare il suddetto guadagno di energia dei corpi più leggeri e, proprio in virtù di questa perdita di velocità subita dal corpo osservato, questo effetto prende il nome di "attrito dinamico".
Un'altra situazione a cui si può pensare per figurarsi meglio questo fenomeno è quella in cui un oggetto più grande si muove attraverso una nuvola di oggetti più piccoli, attirandoli gravitazionalmente verso di sé. Al passaggio dell'oggetto grande si forma così, dietro di esso, una concentrazione di oggetti più piccoli, i quali esercitano un'attrazione gravitazionale collettiva verso l'oggetto grande, rallentandolo.
Naturalmente il meccanismo funziona allo stesso modo qualunque sia la massa dei corpi interagenti e qualunque sia la loro velocità relativa. Tuttavia, mentre l'effetto più probabile per un oggetto che si muove attraverso una nuvola di altri oggetti è la perdita di quantità di moto e di energia, come poc'anzi descritto, nel caso generale il risultato può essere una perdita o un guadagno e, quando si ha un guadagno di quantità di moto ed energia del corpo preso in considerazione, si parla di fionda gravitazionale. Quest'ultimo effetto è peraltro comunemente usato in una tecnica di volo spaziale che utilizza la gravità di un pianeta per alterare il percorso e la velocità di un veicolo spaziale. 

## Equazione di Chandrasekhar per l'attrito dinamico
L'equazione completa dell'attrito dinamico per il cambiamento di velocità di un oggetto elaborata da Chandrasekhar prevede l'integrazione sulla densità dello spazio delle fasi del campo di materia e risulta lontana dall'essere del tutto compresa. Essa è così espressa:
{\displaystyle {\frac {d\mathbf {v} _{M}}{dt}}=-16\pi ^{2}\ln \Lambda G^{2}m(M+m){\frac {1}{v_{M}^{3}}}\int _{0}^{v_{M}}v^{2}f(v)dv\mathbf {v} _{M}}
dove:
- {\displaystyle G} è la costante gravitazionale;
- {\displaystyle M} è la massa del corpo preso in considerazione;
- {\displaystyle m} è la massa di ogni corpo nella distribuzione circostante;
- {\displaystyle {v_{M}}} è la velocità dell'oggetto preso in considerazione;
- {\displaystyle {\mbox{ln}}(\Lambda )} è il "logaritmo di Coulomb";
- {\displaystyle f(v)} è la distribuzione della densità numerica dei corpi circostanti.

Essendo l'accelerazione data dal rapporto tra velocità e tempo, il risultato dell'equazione è l'accelerazione gravitazionale prodotta sull'oggetto preso in considerazione dalle stelle e dagli oggetti celesti circostanti.

### Distribuzione di Maxwell
Un caso particolare a cui comunemente si approssima la maggior parte delle condizioni è quello in cui il campo di materia circostante ha densità uniforme e in cui le particelle di materia sono significativamente più leggere del corpo preso in considerazione, ossia {\displaystyle M\gg m}, e le loro velocità hanno una funzione di distribuzione di Maxwell-Boltzmann di questo tipo:
{\displaystyle f(v)={\frac {N}{(2\pi \sigma ^{2})^{3/2}}}e^{-{\frac {v^{2}}{2\sigma ^{2}}}}}
dove {\displaystyle N} è il numero totale di stelle e {\displaystyle \sigma } è la dispersione. In questo caso l'equazione dell'attrito dinamico è la seguente:
{\displaystyle {\frac {d\mathbf {v} _{M}}{dt}}=-{\frac {4\pi \ln(\Lambda )G^{2}\rho M}{v_{M}^{3}}}\left[\mathrm {erf} (X)-{\frac {2X}{\sqrt {\pi }}}e^{-X^{2}}\right]\mathbf {v} _{M}}
dove:
- {\displaystyle X=v_{M}/({\sqrt {2}}\sigma )} è il rapporto tra la velocità dell'oggetto in considerazione e il valore modale della distribuzione di Maxwell-Boltzmann;
- {\displaystyle \mathrm {erf} (X)} è la funzione degli errori;
- {\displaystyle \rho =mN} è la densità del campo di materia.

In generale, un'equazione semplificata per la forza di attrito dinamico ha questa forma:
{\displaystyle F_{dyn}\approx C{\frac {G^{2}M^{2}\rho }{v_{M}^{2}}}}
dove il fattore adimensionale {\displaystyle C} dipende da come {\displaystyle v_{M}} si paragoni alla velocità di dispersione della materia circostante.

## Densità del mezzo circostante
Più è grande il valore della densità del mezzo circostante, più è intensa la forza dell'attrito dinamico, forza che inoltre è proporzionale al quadrato della massa dell'oggetto preso in considerazione. Il tutto è ovviamente dovuto alla forza gravitazionale tra l'oggetto più grande e la scia di piccoli oggetti e al fatto che, quanto più è grande la massa dell'oggetto in movimento, tanto maggiore è la quantità di materia attirata nella sua scia. La forza è anche proporzionale all'inverso del quadrato della velocità dell'oggetto. Ciò significa che la frazione di energia persa dal corpo in movimento diminuisce rapidamente quanto più è alta la velocità del corpo e ciò, quindi, implica che l'attrito dinamico è tanto più trascurabile quanto più un oggetto si muove relativisticamente. Ciò può essere ben intuito se si pensa che più un oggetto si muove velocemente all'interno di un mezzo e meno sarà il tempo utile alla formazione di una scia dietro di esso.

## Applicazioni
L'attrito dinamico è particolarmente importante nella formazione di sistemi planetari e nell'interazione tra galassie. Durante la formazione di sistemi planetari, ad esempio, l'attrito dinamico tra il protopianeta e il disco protoplanetario porta ad un trasferimento di energia dal protopianeta al disco e ciò dà come una migrazione del protopianeta verso orbite più interne e quindi più vicine alla propria stella madre, mentre quando due galassie collidono, l'attrito dinamico tra le stelle che le compongono fa sì che la materia tenda a spostarsi verso il centro della galassia, portando anche a una randomizzazione delle orbite stellari. Non solo, in caso di collisione galattica, i buchi neri supermassicci al loro centro non si colpiscono frontalmente e, senza la presenza di un qualche meccanismo che li mantenga legati, si respingerebbero l'un l'altro in direzioni opposte. Il più importante di questi meccanismi è proprio l'attrito dinamico, il quale mantiene invece uniti i due buchi neri alla distanza di pochi parsec l'uno dall'altro. A questa distanza, i due corpi celesti si vengono a legare, formando un sistema binario che finisce poi con il perdere la sua energia orbitale prima che i due buchi neri si fondano. Infine, grazie all'effetto dell'attrito dinamico è possibile spiegare l'evoluzione di un ammasso galattico dall'essere di tipo irregolare, ossia con i membri distribuiti irregolarmente o senza un nucleo ben definito, all'essere di tipo core, con quattro o più tra le galassie dominanti, ossia più massive, posizionate al centro, a formare un nucleo dell'ammasso.